# Wojciech Wilski

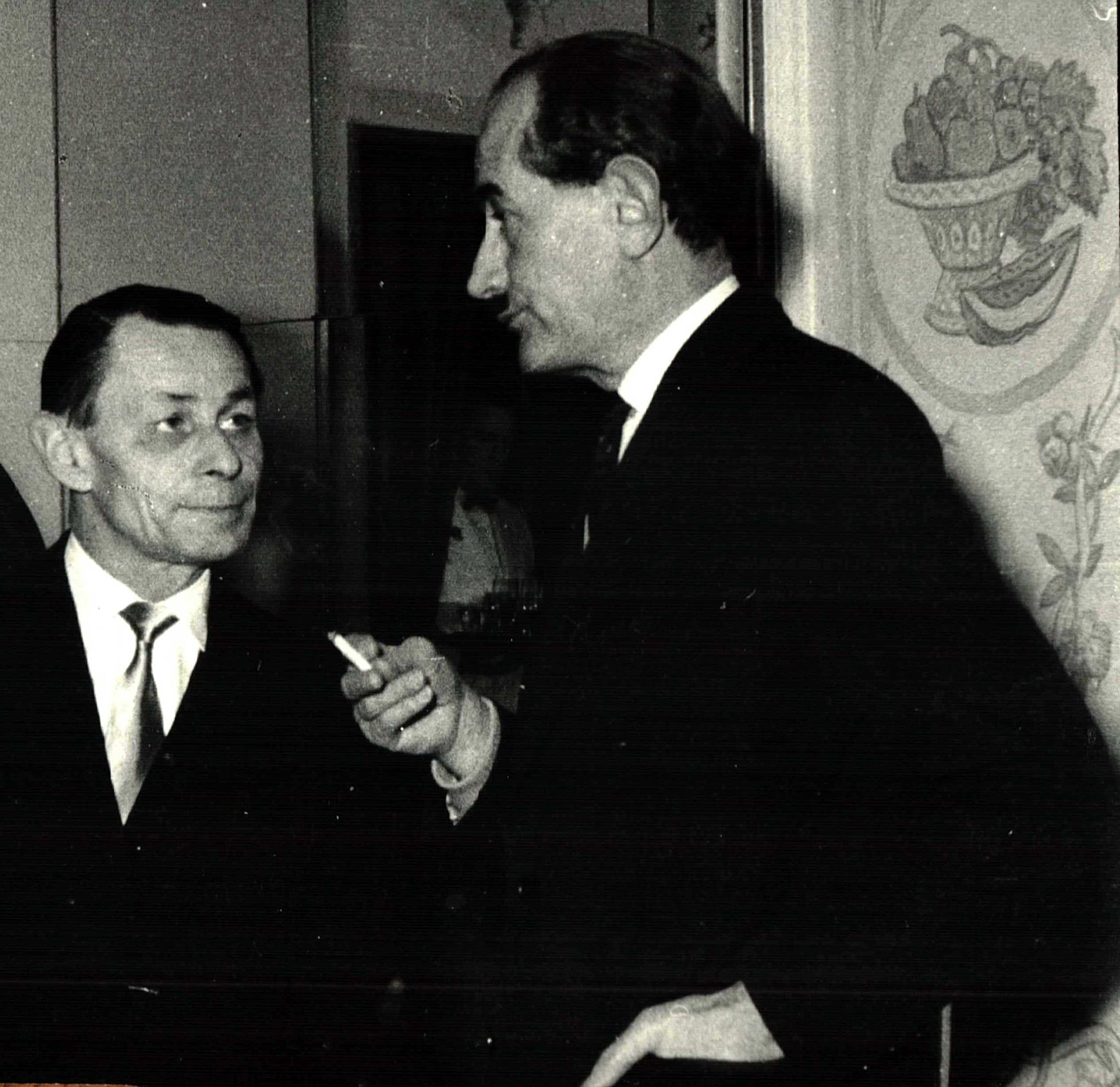
Wojciech Wilski (z prawej) w rozmowie z Armandem Vetulanim, Warszawa, zdjęcie z około 1960

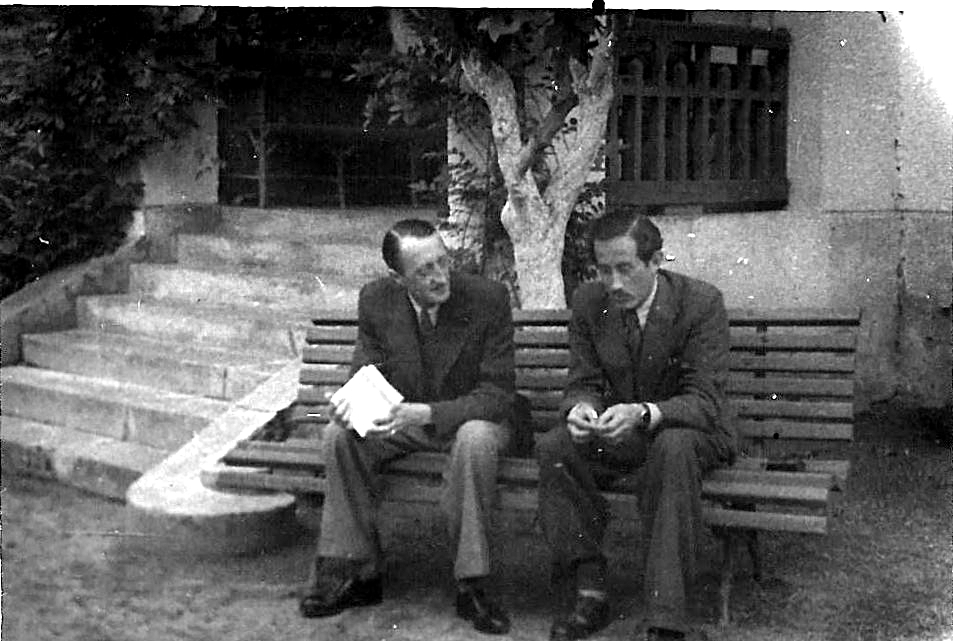
Wojciech Wilski (z prawej) z wizytą u Macieja Masłowskiego, Otrębusy koło Warszawy (osada „Wierzbówek”)), zdjęcie z lat 1942–1944

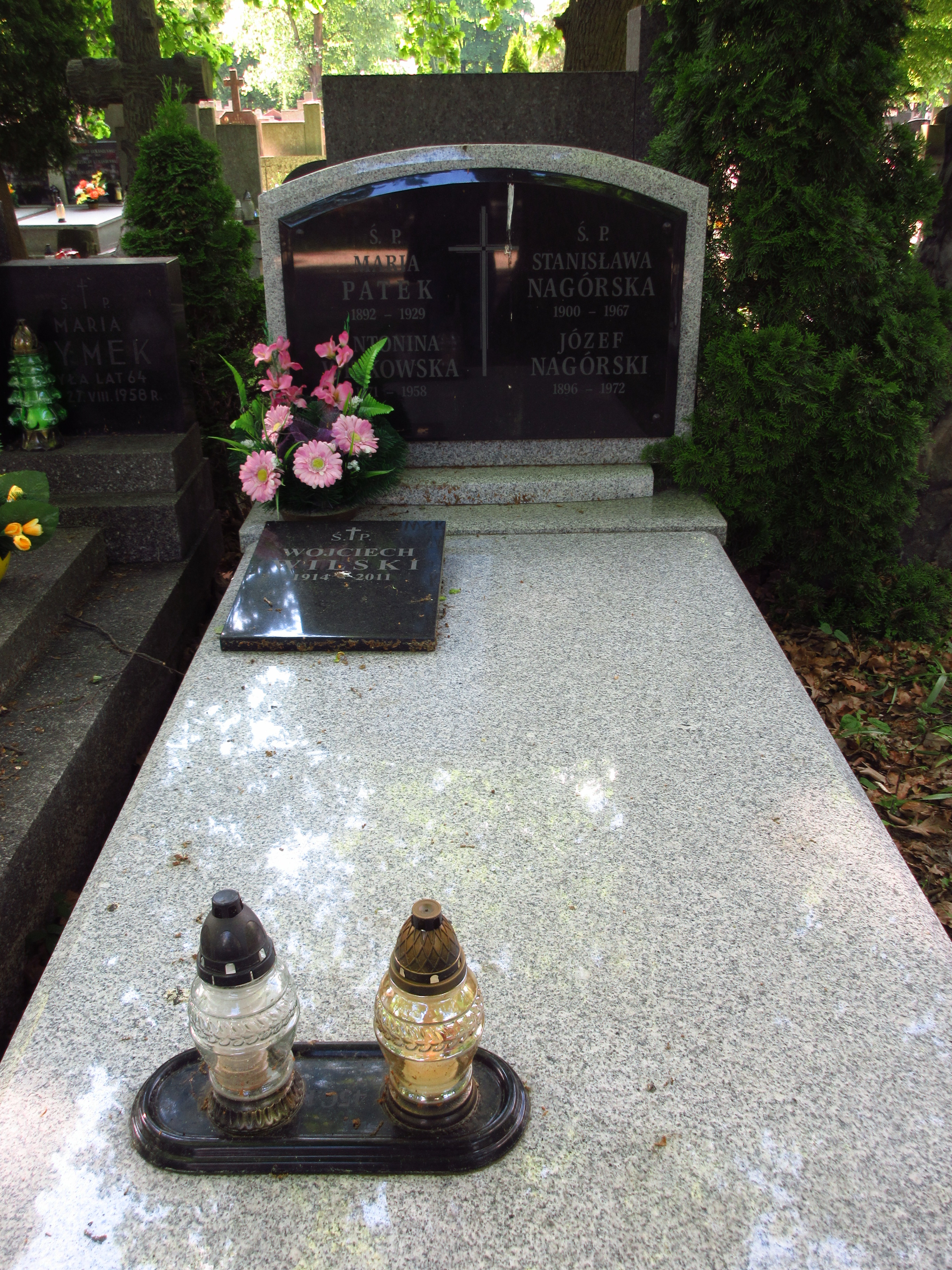
Grób Wojciecha Wilskiego na cmentarzu Bródnowskim w Warszawie

Wojciech Wilski (ur. 12 lutego 1914 w Warszawie, zm. 15 czerwca 2011) – polski urzędnik i organizator życia artystycznego.

## Życiorys
Syn Feliksa. Żołnierz Armii Krajowej. W 1949 roku dyrektor administracyjno-handlowy Zakładów Jedwabiu Naturalnego „Milanówek”, dyrektor Zespołu do Spraw Plastyki w Ministerstwie Kultury i Sztuki (1960–1969), dyrektor Centralnego Biura Wystaw Artystycznych (1969–1977), a wcześniej także jego wicedyrektor.
Jako dyrektor CBWA współuczestniczył w organizacji Plenerów w Osiekach.
Wspominała go Bożena Kowalska: „Wilski nie był historykiem sztuki, ale dobrze był w sztuce zorientowany. Miał głęboką, pokoleniami kształtowaną kulturę, dobrą wolę i doradców. To był wspaniały człowiek. Bardzo uczciwy, o tym wymiarze uczciwości, której śladu już u nas nie ma od wielu dziesięcioleci. Niech o tym zaświadczy taki znamienny detal: Wilski mieszkał na Starym Mieście. Miał oczywiście samochód do swojej dyspozycji, ale on zawsze piechotą przychodził do pracy i piechotą z niej wracał. Nigdy nie korzystał z niczego, co mogłoby mu przynieść osobiste korzyści czy zapewnić wygodę. (...) Pochodził z rodziny ziemiańskiej, należał do szlachty bardzo wysoko społecznie ustawionej i pielęgnującej kulturę. Wyniósł z domu upodobanie i doskonałą znajomość muzyki. Była ona główną dziedziną, którą się zajmował prywatnie. Nie wyobrażam sobie, aby na którymkolwiek ważnym koncercie nie był obecny. Sztuką zajmował się, można powiedzieć, na  marginesie swoich zainteresowań i z powodu przyjaźni z Armandem Vetulanim; przez dłuższy czas razem prowadzili tę instytucję. W dziedzinie sztuki nie miał głębokiej orientacji. Pewnie dlatego mnie prosił, żebym wstąpiła do partii i została wicedyrektorem od spraw artystycznych. Jak już wspominałam, mówił: Pani Bożeno, im więcej będzie ludzi porządnych w partii, tym będzie lepszy ten kraj. I miał rację. Ten kraj bowiem, w porównaniu do innych z bloku państw socjalistycznych, był bardzo dobry dzięki takim ludziom jak on, ludziom, którzy walczyli o polskie sprawy zawodowe, którzy zapisywali się do partii wbrew swoim przekonaniom, by nie utracić prawa do kierowania instytucją, którą od lat prowadzili z profesjonalizmem i potrzebną wiedzą. Wiedzieli, że jeżeli odejdą, to ich miejsce zajmie wierny partii ignorant, który zniszczy wszystko, co oni budowali latami. Można powiedzieć, że poświęcali się dla dobra kraju i załogi swojego zakładu pracy”.
Został pochowany 21 czerwca 2011 roku na cmentarzu Bródnowskim (kwatera 45C-1-4).
Był żonaty, miał brata

## Ordery i odznaczenia
- Srebrnym Krzyżem Zasługi (11 lipca 1955)[2]
- Medal 10-lecia Polski Ludowej (19 stycznia 1955)[9]